# Mitohondrijska Eva
U području humane genetike, mitohondrijska Eva se odnosi na najbližeg zajedničkog pretka modernog čovjeka po majčinoj liniji. Drugim riječima, ona je žena od kojih današnji ljudi potječu preko svoje majke, koja dalje potječe od svoje majke, i tako dalje, sve dok se na kraju ne dođe do jedne osobe. Pošto se sav mitohondrijski genom u općem slučaju prenosi s majke na potomstvo bez rekombinacije, svi mitohondrijski genomi u svakoj živoj osobi izravno potječu od mitohondrijske Eve. Mitohondrijska Eva je ženska inačica Y kromosomskom Adamu, najbližem zajedničkom pretku po očevoj liniji, iako ih razdvaja razdoblje od nekoliko tisuća godina.
Procjenjuje se da je mitohondrijska Eva živjela prije oko 200 000 godina,  najvjerojatnije u istočnoj Africi, kada je Homo sapiens sapiens (suvremeni čovjek) kao podvrsta počeo razvijati od drugih podvrsta ljudi.
Mitohondrijska Eva je živjela kasnije od heidelberškog čovjeka i pojave neandertalaca, ali prije migracije iz Afrike. Vremensko razdoblje u kojem je živjela Eva bio je udarac  multiregionalnoj hipotezi evolucije čovjeka, a išla je u prilog teoriji da je moderni čovjek evoluirao u Africi relativno nedavno i odatle je migrirao po cijeloj Euoraziji, zamijenivši arhaičnije vrste ljudi kao što su neandertalci.